# Lichigebergte
Het Lichigebergte (Georgisch: ლიხის ქედი; Lichis kedi) of Soeramigebergte (Georgisch: სურამის ქედი; Soeramis kedi) is een bergketen in Georgië en is onderdeel van het Kaukasusgebergte. De Lichi verbindt de Grote Kaukasus in het noorden met de Kleine Kaukasus in het zuiden en ligt op de grens van de regio's Imereti en Sjida Kartli enerzijds en het betwiste Zuid-Ossetië anderzijds. Het vormt de scheiding tussen het oostelijke en westelijke deel van Georgië, en is de waterscheiding van de Kaspische Zee en de Zwarte Zee.
Het merendeel van de bergen is tussen de 1000 en 1800 meter boven zeeniveau hoog. Het hoogste punt is de Ribisa (2470 m), in het noordelijke gedeelte ten westen van Dzjava. Het gebergte strekt zich uit van de Ertsopas (Zuid-Ossetië) in het noorden, waar het snijdt met het Ratsjagebergte, tot aan de Lomismta in het zuiden, vlakbij Bordzjomi, waar het Lichigebergte in het Meschetigebergte overgaat. 
Er liggen een paar bekende bergpassen in het gebergte. Het laagste en het oudste passagepunt tussen oost- en west-Georgië is de Soeramipas met een hoogte van 949 meter. Over deze pas loopt de regionale weg Sh55 Zestafoni-Chasjoeri. De Tbilisi-Poti spoorlijn ging bij de opening in 1872 over de pas, maar sinds 1890 is er een 4 km lange spoortunnel die bijna 200 meter lager ligt. Dat was destijds nodig om de olietreinen uit Bakoe een minder zware passage te geven. De Rikotipas iets ten noorden van de Soeramipas heeft een hoogte van 996 meter. De hoofdweg Tbilisi-Koetaisi (S1) gaat hier door een 1722 meter lange tunnel die in 1982 opende (op 920 meter boven zeeniveau). De oude hoofdweg gaat over de pas als bypass in geval van calamiteiten of onderhoud aan de tunnel. De pas in de regionale weg Sh22 tussen Gomi en Satsjchere heeft een hoogte van 981 meter. 
Het gebergte speelt naast fysieke scheiding tussen oost- en west-Georgië ook de rol van klimaatverdeler, maar de grens van de klimatologisch-botanische districten Kolcheti en Oost-Georgië volgt niet de waterscheiding, maar juist de oostelijke hellingen van het gebergte. Het grootste deel is bedekt met loofbossen (eik, haagbeuk, kastanje, beuk). In het noordelijke en zuidelijke deel zijn er ook coniferen. De subalpiene en alpenweiden bevinden zich alleen in het uiterste noorden rond de Ribisa. 

## Panorama

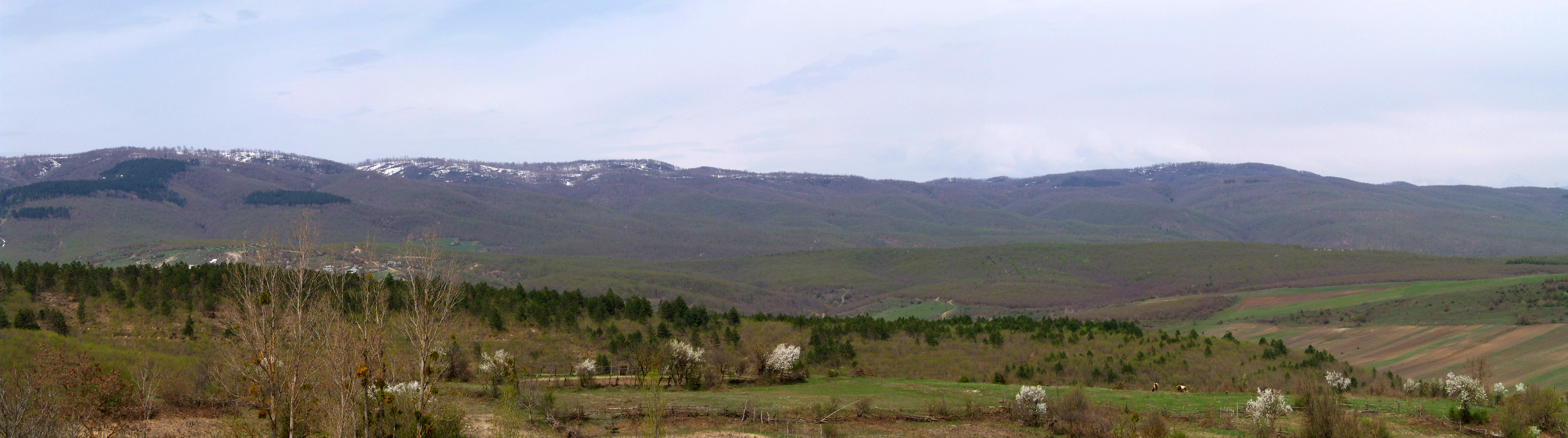
Panorama van het Lichigebergte